# Gateway (film)
Gateway è un film del 1938 diretto da Alfred L. Werker.
È un film drammatico statunitense con Don Ameche, Arleen Whelan e Gregory Ratoff.

## Produzione
Il film, diretto da Alfred L. Werker su una sceneggiatura di Lamar Trotti con il soggetto di Walter Reisch, fu prodotto da Darryl F. Zanuck e Samuel G. Engel (quest'ultimo non accreditato) per la Twentieth Century Fox Film Corporation. Il titolo di lavorazione fu Ellis Island. Questo titolo fu poi sostituito perché nel 1936 era stato prodotto un film omonimo dalla Invincible (la Twentieth Century Fox tentò di acquistare i dritti del titolo dalle mani del produttore Maurice Conn inutilmente). Arleen Whelan, che interpreta Catherine O'Shea, vide la sua parte messa maggiormente in risalto nella sceneggiatura dopo il suo successo di critica nel film Il vascello maledetto (1938).
Secondo un articolo di Hollywood Reporter del 1937, il soggetto del film è ispirato al racconto dal titolo Ellis Island (di cui la Twentieth Century Fox acquistò i diritti) scritto da "Prince" Michael Romanoff, un impostore che ebbe risalto nelle cronache degli anni 1930 dopo aver messo in scena una sua presunta appartenenza alla dinastia imperiale russa dei Romanov. In un altro articolo dell'anno seguente della stessa testata, si affermava che il soggetto derivava da un racconto intitolato Ellis Island, opera di Walter Reisch a cui poi lo stesso soggetto è stato accreditato nei titoli.

## Distribuzione
Il film fu distribuito negli Stati Uniti dal 5 agosto 1938 al cinema dalla Twentieth Century Fox Film Corporation.
Altre distribuzioni:
- in Francia il 2 novembre 1938 (L'ile des angoisses)
- in Ungheria il 7 febbraio 1939 (Kivándorlók)
- in Danimarca il 14 marzo 1939 (Emigranternes oprør)
- negli Stati Uniti il 22 marzo 2009 (CineFest)
- in Brasile (A Ilha dos Destinos)